# خثار
التخثر (من اليونانية القديمة: θρόμβωσις thrómbōsis) هو تكون الجلطة الدموية داخل الوعاء الدموي، ما يعيق تدفق الدم عبر الدورة الدموية. عند إصابة أحد الأوعية الدموية (الوريد أو الشريان)، يستخدم الجسم الصفائح الدموية (الصفيحات) والفيبرين لتشكيل جلطة دموية لمنع فقدان الدم. حتى في حالة عدم إصابة الأوعية الدموية، قد تتشكل جلطات الدم في الجسم في ظل ظروف معينة. تتفكك الجلطة، أو القطعة من الجلطة، وتبدأ بالتحرك في جميع أنحاء الجسم وتعرف باسم الصمة.
قد يحدث تجلط الدم في الأوردة (تجلط الدم الوريدي) أو في الشرايين (تجلط الدم الشرياني). يؤدي الخثار الوريدي إلى احتقان الجزء المصاب من الجسم، بينما يؤثر الخثار الشرياني (ونادرًا الخثار الوريدي الشديد) على تدفق الدم ويؤدي إلى تلف الأنسجة التي يوفرها ذلك الشريان (نقص التروية والنخر). يمكن أن تنفصل قطعة من الخثرة الشريانية أو الوريدية كصمة يمكن أن تنتقل عبر الدورة الدموية وتستقر في مكان آخر كانسداد. يُعرف هذا النوع من الانسداد بالانصمام الخثاري. يمكن أن تنشأ المضاعفات عندما تستقر الجلطات الدموية الوريدية (المعروفة باسم VTE) في الرئة كانسداد رئوي. قد تنتقل الصمة الشريانية إلى أسفل الأوعية الدموية المصابة حيث يمكن أن تستقر في شكل انسداد.

## العلامات والأعراض
يُعرَّف التجلط عمومًا بنوع الأوعية الدموية المصابة (الخثار الشرياني أو الوريدي) والموقع الدقيق للأوعية الدموية أو العضو الذي يوفره.

### التخثر الوريدي

#### تجلط الأوردة العميقة
تجلط الأوردة العميقة (DVT) هو تكوين جلطة دموية داخل الوريد العميق. ويصيب بشكل شائع أوردة الساق، مثل الوريد الفخذي. هناك ثلاثة عوامل مهمة في تكوين جلطة دموية داخل الوريد العميق - وهي معدل تدفق الدم وسماكة الدم وصفات جدار الوعاء الدموي. تشمل العلامات التقليدية للإصابة بجلطات الأوردة العميقة التورم والألم والاحمرار في المنطقة المصابة.

#### داء باجيت شروتر
داء باجيت شروتر أو تجلط الأوردة العميقة في الأطراف العلوية (UEDVT) هو انسداد أحد أوردة الذراع (مثل الوريد الإبطي أو الوريد تحت الترقوة) بواسطة الجلطة. تظهر الحالة عادة بعد ممارسة تمارين شاقة وعادة ما تظهر في الأشخاص الأصغر سنًا والأصحاء. يتأثر الرجال أكثر من النساء.

#### متلازمة بود تشياري
متلازمة بود تشياري هي انسداد في الوريد الكبدي أو الجزء الكبدي من الوريد الأجوف السفلي. يتظاهر هذا النوع من الخثار بألم في البطن واستسقاء وتضخم في الكبد. يتنوع العلاج بين العلاج والتدخل الجراحي. 

#### تجلط الوريد البابي
يؤثر تجلط الوريد البابي على الوريد البابي الكبدي، ما قد يؤدي إلى ارتفاع ضغط الدم البابي وانخفاض تدفق الدم إلى الكبد. عادة ما يحدث في حالة مرض آخر مثل التهاب البنكرياس أو تليف الكبد أو التهاب الرتج أو سرطان الأوعية الصفراوية. 

#### تجلط الأوردة الكلوية
تجلط الأوردة الكلوية هو انسداد الوريد الكلوي بواسطة الجلطة. يؤدي هذا إلى تقليل التصريف من الكلى.

#### تجلط الجيوب الوريدية الدماغية
تجلط الجيوب الوريدية الدماغي (CVST) هو شكل نادر من السكتة الدماغية التي تنتج عن انسداد الجيوب الوريدية الجافية بواسطة الجلطة. قد تشمل الأعراض الصداع، واضطراب في الرؤية، وأي من أعراض السكتة الدماغية مثل ضعف الوجه والأطراف في جانب واحد من الجسم والنوبات المرضية. يشخص عادةً عن طريق التصوير المقطعي المحوسب أو التصوير بالرنين المغناطيسي. غالبية الأشخاص المصابين يتعافون تمامًا. معدل الوفيات 4.3٪. 

#### تخثر الوريد الوداجي
تخثر الوريد الوداجي هو حالة قد تحدث بسبب العدوى أو تعاطي المخدرات عن طريق الوريد أو الأورام الخبيثة. يمكن أن يكون لتجلط الوريد الوداجي قائمة متفاوتة من المضاعفات ، بما في ذلك: الإنتانات الجهازية، والانسداد الرئوي، والوذمة الحليمية. على الرغم من أنه يتميز بألم حاد في موقع الوريد، لكن قد يصعب تشخيصه، لأنه يمكن أن يحدث بشكل عشوائي. 

#### تجلط الجيوب الكهفية
تجلط الجيوب الكهفية هو شكل متخصص من تجلط الجيوب الأنفية الوريدية الدماغية، حيث يوجد تجلط في الجيوب الكهفية في الجافية القاعدية، بسبب انتشار العدوى إلى الوراء والضرر البطاني من مثلث الخطر للوجه. تتفاغر أوردة الوجه في هذه المنطقة مع الأوردة العينية العلوية والسفلية في المدار، والتي تستنزف بشكل خلفي مباشر في الجيب الكهفي من خلال الشق المداري العلوي. عدوى المكورات العنقودية أو العقدية للوجه، على سبيل المثال بثور الأنف أو الشفة العلوية قد تنتشر مباشرة في الجيوب الكهفية، مسببة أعراضًا شبيهة بالسكتة الدماغية مثل الرؤية المزدوجة والحول، وكذلك انتشار العدوى لتسبب التهاب السحايا. "إرشادات تجلط الجيوب الكهفية.

### تجلط الدم الشرياني

#### خثار الدم الشرياني
الخثار الشرياني هو تكوين جلطة داخل الشريان. في معظم الحالات، يتبع تجلط الدم الشرياني تمزق التصلب (رواسب غنية بالدهون في جدار الأوعية الدموية)، وبالتالي يشار إليها باسم تجلط الشرايين. يحدث الانسداد الشرياني عندما تنتقل الجلطات إلى مجرى النهر ويمكن أن تؤثر على أي عضو.
بدلًا من ذلك، يحدث انسداد الشرايين نتيجة انسداد جلطات الدم الناشئة عن القلب (الصمات قلبية المنشأ). السبب الأكثر شيوعًا هو الرجفان الأذيني، الذي يتسبب في ركود الدم داخل الأذينين مع سهولة تكوين الجلطات، ولكن يمكن أن تتطور الجلطات الدموية داخل القلب لأسباب أخرى أيضًا.

#### السكتة الدماغية
اضطراب في إمداد الدماغ بالدم. يمكن أن يكون هذا بسبب نقص التروية أو الجلطة أو الصمة (جسيم مستقر) أو نزيف (نزيف). في السكتة الدماغية الخثارية، عادة ما تتكون الجلطة (جلطة دموية) حول لويحات تصلب الشرايين. نظرًا لأن انسداد الشريان تدريجي، فإن ظهور السكتات الدماغية الخثارية المصحوبة بأعراض يكون أبطأ. يمكن تقسيم السكتة الدماغية الخثارية إلى فئتين - مرض الأوعية الدموية الكبيرة ومرض الأوعية الدموية الصغيرة. الأول يؤثر على الأوعية مثل السباتي الداخلي والفقرات ودائرة ويليس. يمكن أن يؤثر الأخير على الأوعية الصغيرة مثل فروع دائرة ويليس.

#### احتشاء عضلة القلب
يحدث احتشاء عضلة القلب (MI) أو النوبة القلبية بسبب نقص التروية (تقييد تدفق الدم)، غالبًا بسبب انسداد الشريان التاجي بسبب الجلطة. يعطي هذا التقييد إمدادًا غير كافٍ من الأكسجين لعضلة القلب مما يؤدي بعد ذلك إلى موت الأنسجة (الاحتشاء). ثم تتشكل الآفة وهي الاحتشاء. يمكن أن يصبح MI قاتلًا بسرعة إذا لم يتم تلقي العلاج الطبي الطارئ على الفور. إذا ما شخص في غضون 12 ساعة من النوبة الأولى (الهجوم)، فسيتم البدء في علاج التخثر.

### إقفار الأطراف
يمكن أن تتشكل الجلطة أو الصمة الشريانية أيضًا في الأطراف، ما قد يؤدي إلى نقص تروية الأطراف الحاد. 

#### مواقع أخرى
عادة ما يحدث تجلط الشريان الكبدي كمضاعفات مدمرة بعد زراعة الكبد. 

## الأسباب
تبدأ الوقاية من التخثر من خلال تقييم مخاطر تطورها. يتعرض بعض الأشخاص لخطر أكبر للإصابة بالجلطة وإمكانية تطورها إلى الانصمام الخثاري. ترتبط بعض عوامل الخطر هذه بالالتهاب. اقترح مصطلح ثالوث فيرشو لوصف العوامل الثلاثة الضرورية لتشكيل الخثار: ركود الدم، إصابة جدار الوعاء الدموي، وتغير تخثر الدم. تؤهب بعض عوامل الخطر للتخثر الوريدي بينما تزيد عوامل أخرى من خطر الإصابة بتجلط الدم الشرياني. 
العوامل التي تسهم في الخُثار تشمل:
1. إصابة بطانة الأوعية الدموية بسبب الالتهابات (التهاب الوريد الخثاري) (بالإنجليزية: thrombophlebitis)‏
2. تصلب الشرايين،
3. تدفق الدم بشكل مضطرب (مثلاً، أم دم)،
4. تدفق الدم بشكل بطيئ (مثلاً، البقاء في الفراش لفترات طويلة)،
5. شذوذات التخثر (مثلاً، زيادة أعداد الصفائح الدموية أو زيادة الدهون في الدم).

الخثار، وخاصة في الأوردة العميقة في الساق، يشكل خطراً خاصة بعد العمليات الجراحية الكبيرة.
ويمكن لخثرة (بالإنجليزية: thrombus)‏ منع تدفق الدم عند نقطة تشكيل الخثرة، أو يمكن للخثرة أن تنتقل إلى وعاء دموي آخر في الجسم، وتسمى الحالة الأخير بالانصمام (بالإنجليزية: embolism)‏.